# Miran Rudan
Miran Rudan, född 16 augusti 1965 i Zagreb, är en slovensk pop- och rocksångare samt låtskrivare. Han har sjungit i ett flertal rockgrupper och för närvarande är han sångare i Pop Design sedan 2007.

## Biografi
Rudan växte upp i den slovenska staden Krško. Han gick på gymnasiet i Brežice. Han började sjunga redan under skolåren, däribland i kören. Han började sin professionella karriär som sångare i musikgruppen Moulin Rouge 1984 efter en audition. Året därpå gick han med i gruppen Rendez-Vous, som han släppte tre album ihop med. Han var sångare i den slovenska rockgruppen Pop Design 1988-1990 och deltog tillsammans med dem i Jugovizija 1989 med bidraget Baby blue. De kom på niondeplats. De tävlade även i musikfestivaler som Splitfestivalen och Makfest. Rudan lämnade därefter bandet 1990, påbörjade sin solokarriär och släppte debutalbumet Objemi me samma år. Han var även, som en del av gruppen Pepel in kri, körsångare för Toto Cutugno när denne framförde bidraget Insieme: 1992 i Eurovision Song Contest 1990.
Rudan deltog som soloartist i Jugovizija 1991 med det egenkomponerade bidraget Ne reci goodbye och kom på näst sista plats med fem poäng. Året därpå släppte han sitt andra soloalbum, Vračam se. Han deltog sedan i Sloveniens första uttagning till Eurovision Song Contest 1993 med bidraget Prepozno za vse och kom på tiondeplats. Han återkom till tävlingen 1998 med bidraget Cvetje in vrtovi och uppnådde igen en tiondeplats.
Rudan återförenades med Pop Design 2007 och har tillsammans med dem släppt albumet Petindvajset (2010).

## Studioalbum

### Med Rendez-Vous
- Debela dekl'ca (1985)
- Zelena je moja dolina (1986)
- Shopping in Graz (1987)

### Med Pop Design
- Slava vojvodine Kranjske (1989)
- Petindvajset (2010)

### Soloalbum
- Objemi me (1990)
- Vračam se (1992)
- 1994 (1994)
- Dekada (1995)
- V srce (1998)
- 18701120 (2001)
- Arena (2008)